# Фламбура
„Фламбура“ (на арумънски: Flambura, в превод Знаме) е месечно арумънско списание. Излиза в Бер от 1 февруари 1912 година като орган на Обществото „Отец Аверкие“.
Издава го редакционен комитет начело с Георге Чяра (директор), д-р Георге Бадралекси (директор-собственик), Кола К. Чюмети, Георге Гогу, Василе Папаянуши, Стерие А. Хаджигогу (редактори) и Антон К. Василе (администратор).
От януари 1914 г., вече в Гърция, излиза с подзаглавието Литературно, политическо и икономическо списание (Revistă literară, politică şi economică). Печата се в Солун, печатница Аквароне. Целта на списанието е националните и културни права на арумъните в балканските държави. Публикува и литература и исторически и географски изследвания, свързани с горната цел.